# Чжунхе
Район Чжунхе (кит.: 中和區) — район в місті центрального підпорядкування Республіки Китай Новий Тайбей.
До 2010 року був волостю повіту Тайбей (кит. трад.: 縣; піньїнь: xiàn; певедзі: koān), заснованого 7 січня 1946 року, у складі провінції Тайвань. 25 грудня 2010 року повіт став містом центрального підпорядкування (кит. трад.: 直轄市; піньїнь: zhíxiáshì; певедзі: ti̍t-hat-chhī) Сіньбей, а район (кит. трад.: 區; піньїнь: qū; певедзі: ku) став частиною новоутовреного міста.

## Географія
Площа району Чжунхе на 10 вересня 2017 становила близько 20,1440 км².

## Населення
Населення району Чжунхе на 2015 становило близько 414 356 осіб. Густота населення становила 20 569,7 осіб/км².